# SM U-21 (Кайзерліхе Маріне)
| SM U-21                    | SM U-21                                                                                     | SM U-21                                                                                     |
| -------------------------- | ------------------------------------------------------------------------------------------- | ------------------------------------------------------------------------------------------- |
|                            |                                                                                             |                                                                                             |
|                            |                                                                                             |                                                                                             |
| Праворуч на світлині       |                                                                                             |                                                                                             |
| Під прапором               | Імператорські військово-морські сили Німеччини (1908—1919)                                  | Імператорські військово-морські сили Німеччини (1908—1919)                                  |
| Порт приписки              | Кіль (Німецька імперія)                                                                     | Кіль (Німецька імперія)                                                                     |
| Спуск на воду              | 1913                                                                                        | 1913                                                                                        |
| Виведений зі складу флоту  | 1919 розібраний на металобрухт в Моркем                                                     | 1919 розібраний на металобрухт в Моркем                                                     |
| Проєкт                     |                                                                                             |                                                                                             |
| Тип ПЧ                     | Дизельні ПЧ                                                                                 | Дизельні ПЧ                                                                                 |
| Розробник проєкту          | Kaiserliche Werft Danzig, Данціґ                                                            | Kaiserliche Werft Danzig, Данціґ                                                            |
| Вартість                   | 2 140 000 марок                                                                             | 2 140 000 марок                                                                             |
| Основні характеристики     |                                                                                             |                                                                                             |
| Швидкість (надводна)       | 14,2 вузлів (26.3 км/год.)                                                                  | 14,2 вузлів (26.3 км/год.)                                                                  |
| Швидкість (підводна)       | 8,1 вузлів (15.0 км/год.)                                                                   | 8,1 вузлів (15.0 км/год.)                                                                   |
| Робоча глибина занурення   | 30 м                                                                                        | 30 м                                                                                        |
| Гранична глибина занурення | 50 м                                                                                        | 50 м                                                                                        |
| Автономність плавання      | на поверхні 3250 мМ при 9 вузлів (6,020 км) • під водою 80 мМ при 5 вузлів/год.             | на поверхні 3250 мМ при 9 вузлів (6,020 км) • під водою 80 мМ при 5 вузлів/год.             |
| Екіпаж                     | 29 осіб (4 офіцери, 25 унтер-офіцерів)                                                      | 29 осіб (4 офіцери, 25 унтер-офіцерів)                                                      |
| Розміри                    |                                                                                             |                                                                                             |
| Довжина найбільша (по КВЛ) | 57,38 м                                                                                     | 57,38 м                                                                                     |
| Ширина корпусу найб.       | 6,00 м                                                                                      | 6,00 м                                                                                      |
| Середня осадка (по КВЛ)    | 3,13 м                                                                                      | 3,13 м                                                                                      |
| Водотоннажність надводна   | 485 (493) т                                                                                 | 485 (493) т                                                                                 |
| Озброєння                  |                                                                                             |                                                                                             |
| Артилерія                  | 1 x 5 см SK L/40 • 1 × 37 мм кулемет Hotchkiss                                              | 1 x 5 см SK L/40 • 1 × 37 мм кулемет Hotchkiss                                              |
| Торпедно- мінне озброєння  | 2 носових і 2 кормових ТА калібру 18” (450-мм). 6 торпед • 12 Р-мін (березень-грудень 1916) | 2 носових і 2 кормових ТА калібру 18” (450-мм). 6 торпед • 12 Р-мін (березень-грудень 1916) |
| Зображення на Вікісховищі  |                                                                                             |                                                                                             |

Підводний човен U-21 — підводний човен, побудований для Німецького Імперського флоту незадовго до першої світової війни. Третій з чотирьох Тип U-19-класу підводних човнів, це були перші підводні човни у німецькому флоті оснащені дизельними двигунами. U-21 був побудований між 1910 і жовтнем 1913 року у Kaisliche Werft (Імперська Судноверф) у Данцігу. Човен було озброєно чотирма торпедними апаратами і одною палубною гарматою; другу гармату було додано пізніше.
У вересні 1914 року U-21 став першим підводним човну, що потопив корабель за допомогою саморушної торпеди, коли знищив британський крейсер-розвідник «Патфайндер», що базувався у Ферт-оф-Форт. Також човен потопив кілька транспортів в Ла-Манш і Ірландському морі того ж року, все відповідно до правила рейсера, що тоді діяв. На початку 1915 року U-21 було переведено в Середземне море для підтримки Османської імперії проти англо-французьких загарбників під час кампанії Галліполі. Незабаром після його прибуття, човен потопив Британські лінкори HMS Triumph і HMS Majestic коли вони бомбили позиції Османської імперії в битві при Галліполі. Човен мав подальші перемоги на Середземному морі в 1916 році, включаючи потоплення французького броненосного крейсера Amiral Charrner в лютому.
Впродовж 1916 року U-21 служив в Австро-Угорському військово-морському флоті під назвою U-36, оскільки Німеччина не була в стані війни з Італією, і таким чином не мала права атакувати італійські кораблі під німецьким прапором. Човен повернувся до Німеччини в березні 1917 року, щоб приєднатися до необмеженої торговельної війни проти Британської морської торгівлі. У 1918 році човен було виведено з першої лінії служби і був прийнятий на роботу в якості навчального підводного човна для нових екіпажів. Човен пережив війну і затонув при буксируванні британським військовим кораблем в 1919 році.

## Конструкція
U-21 мав  64,15 метра (210 фут 6 дюйм) повної довжини, траверз 6,10 м (20 фут) і висоту 8,10 м (26 фут 7 дюйм). Човен  витісняв 650 тонн (640 англійських тонн) в надводному стані та 837 т (824 англійські тонни) зануреним. Рухова установка складалася з пари 8-циліндровим 2-тактних дизельних двигунів виробництва «МАН» для використання на поверхні, і два подвійних електричних мотор-генератори, виробництва AEG для використання в підводному положенні. U-21 та човни цієї серії були першими німецькими підводними човнами оснащеними дизельними двигунами. Електричні двигуни живилися батареєю з двох 110-секційних акумуляторів. U-21 досягав максимальній швидкості 15,4 вузла (28,5 км/год; 17,7 миля/год) на поверхні і 9,5 вузла (17,6 км/год; 10,9 миля/год) під водою. Керування човном виконувалось парою гідроплани спереду човна і інша пара на кормі, і одним стерном.
U-21 був озброєний чотирма 50-сантиметрів (19,7 дюйм) торпедними апаратами, та шістьма торпедами. Одна пара була розташована на носі, друга кормі. Спочатку човен був озброєний кулеметом для використання на поверхні; на кінці 1914 року його було замінено на 8,8 см (3,5 дюйм) SK L/30 гарматою. У 1916 році було додано другу 8.8-см гармату. Екіпаж U-21 складався з чотирьох офіцерів і двадцять п'ять матросів.

## Історія човна
U-21 було побудовано на Kaiserliche Werft (Імперській Верфі) в Данцигу (зараз Гданськ, Польща). Човен було закладено в 1910 році, спущено на воду 8 лютого 1913 р. Після закінчення оснащення він був введений в дію 22 жовтня 1913.

### North Sea operations
На початку Першої Світової війни в серпні 1914 року, U-21 базувався в Гельголанд в німецькій бухті, командир Kapitänleutnant (капітан-лейтенант) Otto Hersing. На початку серпня, Otto Hersing повів U-21 в патруль в Доверську протоку, але не зустрів жодного Британського судна. 14 серпня U-21 відправився на другий патруль, цього разу з сестинськими човнами U-19 та U-22, у північну частину Північного моря між Норвегією і Шотландією. Патруль був спробою знайти британську лінію блокади, та збору розвідданих, але човни помітили лише один крейсер і есмінець біля берегів Норвегії. Hersing спробував в кінці того ж місяця потрапити у Ферт-оф-Форт — велику базу Королівського флоу, але безуспішно.

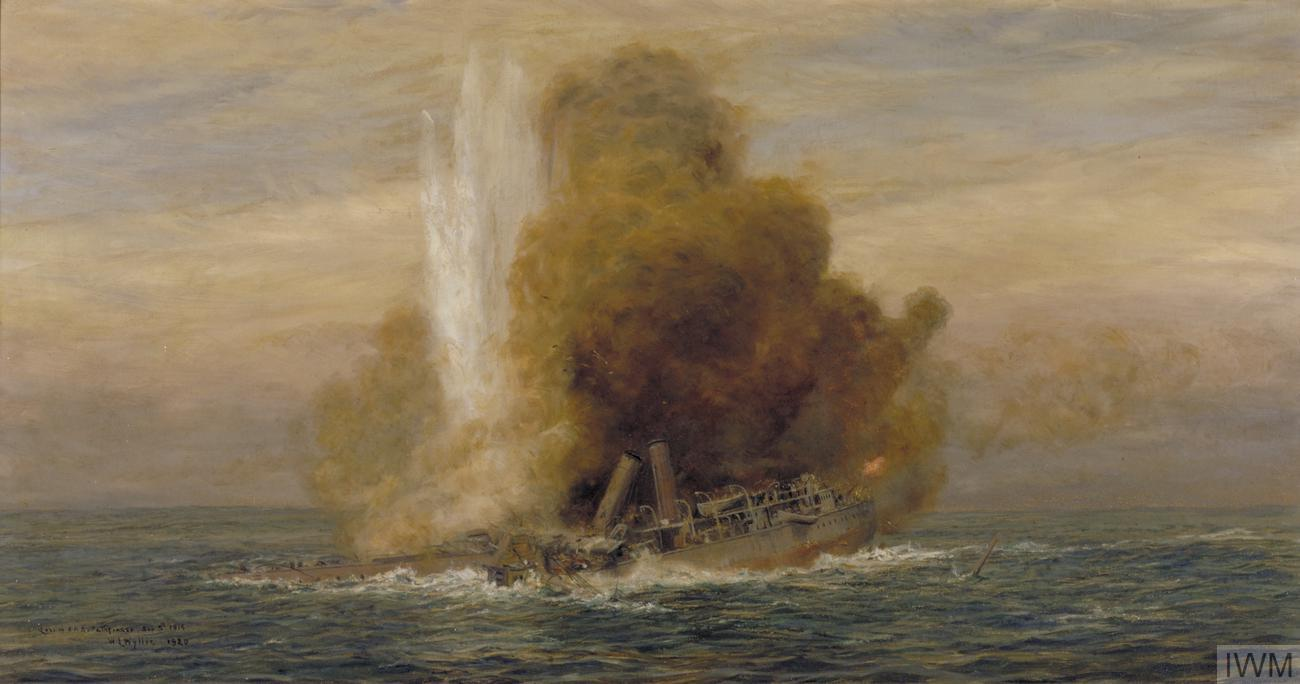
Картина потоплення HMS Pathfinder

5 вересня 1914 року U-21 виявив британський крейсер-розвідник «Патфайндер» біля острова Мей. Hersing підняв свого підводного човна  щоб перезарядити батареї, коли дозорець помітив дим труб HMS Слідопит. U-21 занурилась для нападу, але HMS Слідопит відвернув на своїй патрульної лінії; U-21 не міг тягатись з крейсером в швидкості в підводному стані, тож Hersing перервав погоню і відновив підзарядку батарей. Невдовзі Слідопит знову змінив курс і попрямував назад у сторону U-21. Hersing позицію для атаки і випустив одну торпеду, яка потрапила Слідопиту в кормову рубку. Від торпеди здетонував один зі складів боєприпасів крейсера, великий вибух знищив корабель. Англійці змогли опустити лише одну рятувальну шлюпку перш ніж Слідопит затонув. Інші живі були знайдені на уламках судна, та врятовані торпедними катерами, які кинулися до сцени трагедії. Слідопит був першим кораблем, якого було потоплено сучасним підводним човном. Загалом 261 моряків загинуло в тому нападі.

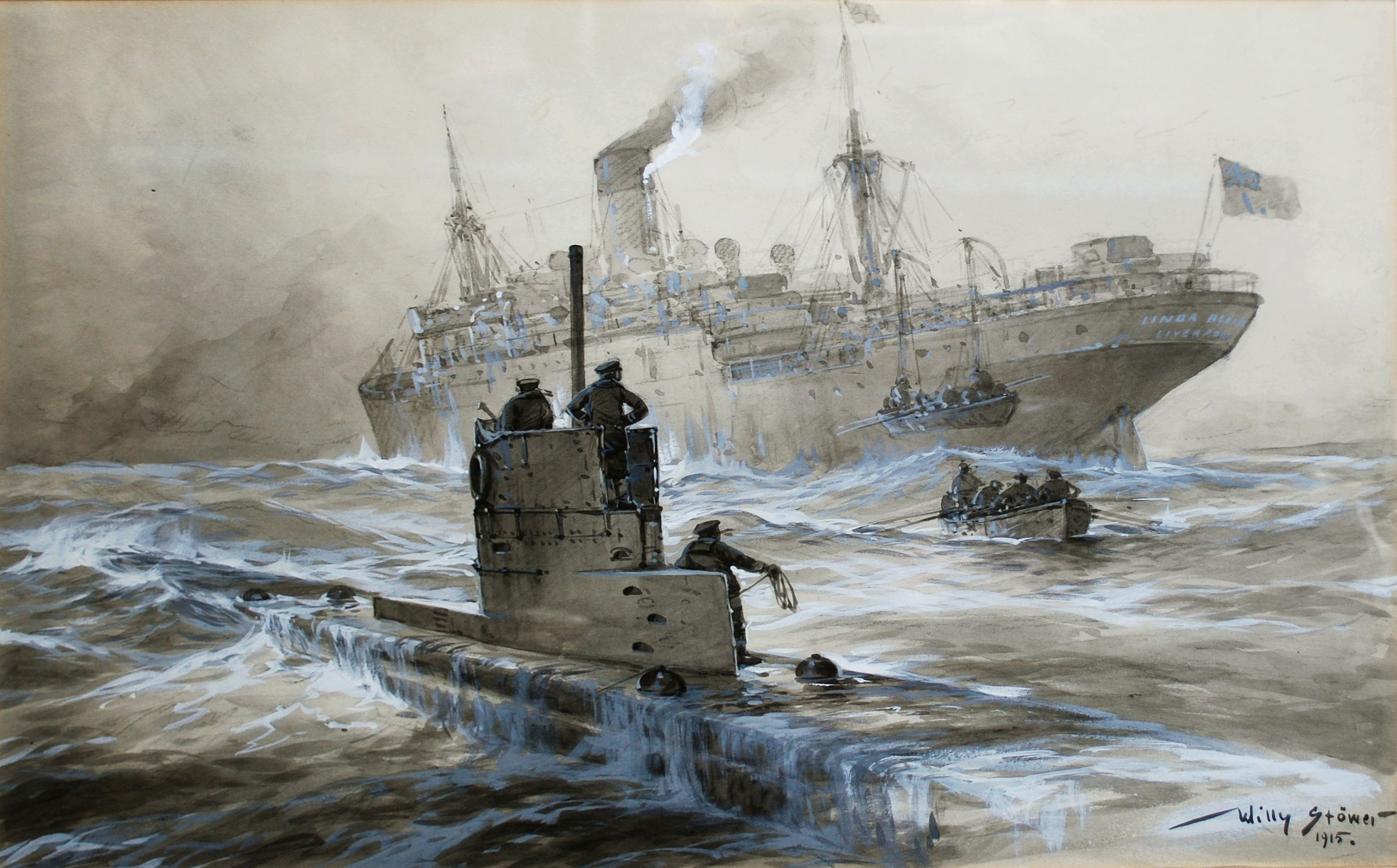
Картина Willy Stöwer's, U-21 топить Linda Blanche

U-21 перехопив французький пароплав СС малахіту  14 листопада; капітан Hersing змусив судно зупинитися перевірив його маніфест, наказав екіпажу покинути корабель, а потім затонув Малахіт за допомогою палубних гармат. Наступна вдача U-21 прийшла через три дні, коли було потоплено британське судно кольє Прімо, воно також було потолено у відповідності з крейсерськими правилами, які регулювали торговельне рейдерство. Ці два судна були першими судами, що бути потоплені німецькими підводними човенами в обмеженому  наступі проти англійського і французького торгового судноплавства.
22 січня капітан Hersing повів свій підводний човен через Дуврську Загорожу в Ірландське море. Він обстріляв аеродром на острові Уолни, хоча берегова батарея швидко змусили його відступити. Наступного дня U-21 зупинив вуглевіз SS Ben Cruachan; після евакуації екіпажу, німці потопили човен. Пізніше того ж дня U-21 зупинив і потопив пароплави SS Linda Blanche і СС Kilcuan. В обох випадках Hersing дотримувався правил поведінки з цівільними, в тому числі зупинивши траулера що пропливав неподалік, щоб забрати екіпажі суден. Після цих успіхів, U-21 було виведено з району, щоб уникнути британських патрулів, що з'явились після затоплень. Після проходження через Дуврську Загорожу U-21 повернувся в Вільгельмсхафен.

### У Середземному морі, 1915-17
У квітні 1915 р. U-21 і був переведений в Середземне море для підтримки союзника Німеччини, Туреччини. Човен залишив Кіль 25 квітня, перша частина рейсу, з Німеччини до Австро-Угорщини, була 18 днів. Hersing повів свого підводного човна на північ Шотландії, щоб уникнути патрулів коло Довера, зустрівся з суднном забезпечення СС Marzala біля мису Фіністерре щоб заправитися. На жаль для німців, якість нафти з Marzalи була низькою й не могла бути використана в дизельних двигунах човна; U-21 мав менше половини пального, був тільки на півдорозі до Австро-Угорщини. Hersing був змушений підняти човна на поверхню для економії палива, що підвищувало ризик виявлення союзними військами. Впродовж походу німцям вдалося уникнути британських і французьких торпедних катерів і транспортних суден, які могли б викрити місцезнаходження човна.
U-21 прибув до Каттаро 13 травня, лише з 1,8 т (1,8 англійської тонни) залишків палива в танках—човен залишив Німеччину з 56 т (55 англійських тонн). Човен провела тиждень в Австро-Угорській базі підводних човнів в Пола і Каттаро в середині травня, де його відвідав Георг фон Трапп, командир Австро-Угорських підводних човнів. Кілька інших німецьких підводних човнів приєднались до U-21  наступного місяці, після прохання про допомогу від Османської сухопутної групи військ розташованої на півострові Галліполі, яка мала великі втрати від бомбардувань і обстрілу з союзних кораблів. Ці підводні човни були U-33, U-34, U-35 та U-39.